# دوست من
دوست من (ایتالیایی: Amico mio) یک مجموعهٔ تلویزیونی درام پزشکی ایتالیایی است که مابین سال‌های ۱۹۹۳ تا ۱۹۹۸ پخش می‌شد.

## گزیدهٔ بازیگران
- ماسیمو داپورتو
- کاتارینا بوم
- دزیره نوسبوش
- کلاودیا پاندولفی
- کارین پروئیا
- لیزا کرویتزر
- اوگو پالیائی
- ریکاردو گارونه
- پیرفرانچسکو فاوینو
- پی‌یرو ناتولی
- آنتونلا آتیلی